# ورزشگاه چوادانگا
ورزشگاه چوادانگا (به لاتین: Chuadanga Stadium) یک ورزشگاه در بنگلادش است که در ناحیه چوادنگه واقع شده‌است.